# Eltershofer Bach
Der Eltershofer Bach ist ein etwas weniger als einen Kilometer langer Bach im Stadtteil Gelbingen der Stadt Schwäbisch Hall im Landkreis Schwäbisch Hall im nordöstlichen Baden-Württemberg, der im Dorf Gelbingen von rechts und etwa Ostnordosten in den mittleren Kocher mündet.

## Geographie

### Verlauf
Der Eltershofer Bach entsteht am Rande der Gelbinger Stadtteilgemarkung am Anfang einer der für die Region typischen Muschelkalkklingen wenig westlich und unterhalb des just noch im Stadtteil Eltershofen liegenden Ortes Breitenstein auf rund 350 m ü. NHN. Der Laufanfang liegt im Wald im Kopfbogen der von der K 2573 bei Breitenstein nach Gelbingen hinabführenden, heute nicht mehr als Fahrstraße dienenden Alten Steige, von der dort ein Wanderweg entlang dem oberen Kochertalhang in Richtung der Schwäbisch Haller Innenstadt abgeht, und gute 10 Meter unter den nächsten Häusern von Breitenstein. Nahebei liegt eine Quellfassung.
Der Bach läuft südwestwärts durch den Klingenwald und dann weiter in einem schmalen, ins Gelbinger Siedlungsgebiet hineinragenden Waldkeil. Nach etwa der Hälfte seiner Laufes tritt er dann zwischen Blumenweg und Hofsteige und an seiner Kreuzung mit der Bergstraße nach etwa der Hälfte des Laufes in eine Verdolung ein, in welcher er das restliche Gelbingen durchquert. Dabei fließt er etwas nördlich der Einmündung der Hofsteige in die B q9 unter der im Ort Untermünkheimer Straße genannten Bundesstraße hindurch und folgt danach etwa der Trasse der Straßen Im See – Wiesentalstraße. Wenige Meter abwärts der Brücke der Wiesentalstraße über den Fluss und wenig vor dessen Bogen in Gelbingen mündet er dann von rechts auf etwa 267 m ü. NHN in den mittleren Kocher.
Der Eltershofener Bach mündet nach einem 0,8 km langen Lauf mit mittlerem Sohlgefälle von etwa 99 ‰ ungefähr 83 Höhenmeter unterhalb seines Laufbeginns.

### Einzugsgebiet
Das Einzugsgebiet des Eltershofener Bachs ist etwa 1,3 km² groß. Es liegt im Naturraum der Hohenloher und Haller Ebene zum überwiegenden Teil im Bogen von Norden über Nordosten nach Osten auf der Höhe des Unterraums Haller Ebene, die Klinge im Westen mit dem gesamten Lauf dagegen gehört zum Unterraum Haller Bucht mit Rosengarten. Die größten Höhen werden mit etwa 404 m ü. NHN in den Bürgäckern etwas westlich von Eltershofen am Nordrand und mit etwa 409 m ü. NHN südöstlich von Breitenstein in den Gachtäckern nahe der Haller Nordostumgehung (K 2673) erreicht.
Reihum konkurrieren
- im Norden ein unbeständiger Klingenbach vom Tannenberg, der unterhalb der weit nach Westen ausholenden Talschlinge unterhalb von Gelbingen dem Kocher zufließt:
- im Osten der Diebach, ein noch tieferer und auch bedeutenderer Nebenfluss des Kochers;
- im Süden erreicht die nächstobere rechte Nebenklinge des Kochers beim Schwesternfriedhof nahe dem Gottlob-Weiser-Haus des Diakonie-Klinikums den Fluss, dort gibt es nur sehr unbeständigen Durchfluss.

Auf der nach Fläche dominanten Hochebene gibt es in der Flur fast nur Äcker, von wo diese zur Bachklinge steiler abfällt bis hinunter zum nahen Waldrand auch Wiesen und Obstwiesen. An den sehr steilen Hängen darunter, die weniger als 10 % der Gesamtfläche ausmachen, steht Wald. Die einzigen Orte im Einzugsgebiet sind das Mündungsdorf Gelbingen im gleichnamigen Stadtteil, das in der rechten Kocheraue und auf dem Schwemmkegel des Eltershofer Bachs errichtet wurde, sich heute aber auch weiter den Hang gegenüber dem nordöstlichen Gelbinger Kocherbogens hochzieht, sowie der erst im 20. Jahrhundert begründete Ort Breitenstein im Stadtteil Eltershofen unmittelbar über dem Klingenanfang, beide zur Stadt Schwäbisch Hall, zu der das gesamte Einzugsgebiet gehört, der westliche Teil davon zu Gelbingen, der östliche zu Eltershofen, ein kleinerer im Süden zu Weckrieden.

### Zuflüsse
Der Eltershofer Bach hat außer kleinen Hanggerinnen in seiner Klinge nur einen etwas bedeutenderen Zufluss. Zwischen den Gewannen Mähderwasen im Osten und Steinhaus im Westen entsteht auf der Hochebene etwas über einen halben Kilometer nordwestlich von Breitenstein eine südwärts laufende Waldklinge, die am mittleren Hang die K 2573 kreuzt und weiterhin baumbegleitet in die Siedlungskontur Gelbingens hinein auskeilt. Sie führt nur periodisch Wasser, dieses fließt erst nahe dem Haus Nr. 14 der Untermünkheimer Straße (B 19) in eine unterirdische Verdolung ein, die – nach der die Klinge fortsetzenden Geländemulde in Gelbingen zu schließen – im Bereich der Wiesentalstraße in die des Eltershofer Baches einmünden muss, also sehr nah an dessen eigener Mündung. Dieser nur zeitweilige Bachlauf ist bis etwa 0,5 km lang und entwässert rund 0,3 km².

## Röhrenfahrt
Am Nordostrand von Breitenstein im Gewann Masselter, in Breitenstein und ganz zu Beginn in der Klinge des Eltershofer Baches gibt es einige Wasserfassungen. Auf der Trasse des heutigen Wanderweges vom Klingenanfang in Richtung Haller Innenstadt verlief in früheren Zeiten eine Röhrenfahrt, die Trinkwasser aus den Quellen beim erst in der zweiten Hälfte des 20. Jahrhunderts entstandenen Wohnplatz Breitenstein in meist sanftem Gefälle südsüdwestwärts am Kocherhang entlang und oberhalb am heutigen Diakonissen-Krankenhauses vorbei in die Stadt leitete. In späterer Zeit wurde das Wasser offenbar in einer steinernen Rinne geführt, denn man findet am Weg noch heute vereinzelt Bausteine mit der charakteristischen halbzylindrischen Hohlkehle. Auf dem Weg, der in teils recht baufälligen kleinen Viadukten kleine Hangrinnen abkürzt, liegt eine Reihe von mit Sandsteinplatten abgedeckten Schächten. Schon nahe der Haller Altstadt neom oberen Nikolai-Friedhof überquerte die Leitung auf einem Viadukt in dort schon recht tiefer Lage den Wettbach. Diese heute vom Wanderweg genutzte Brücke wurde gegen Ende des 20. Jahrhunderts restauriert, auf ihrer Mittellinie verläuft ebenfalls die charakteristische halbzylindrische Rinne.

## Geologie
Die höchste mesozoische Schicht im Einzugsgebiet ist der Lettenkeuper (Erfurt-Formation) des Unterkeupers, der auf der rechts über dem Kochertaleinschnitt gelegenen Haller Ebene den Muschelkalk im Untergrund noch überdeckt. in den höchsten Lagen nördlich und östlich von Breitenstein ist er seinerseits von quartärem Lösssediment überlagert. Der Nach selbst entsteht zumindest heute erst in seiner Klinge im Oberen Muschelkalk, der bis in den Ort Gelbingen hinabreicht, wo am unteren Hang dann teilweise Mittlerer Muschelkalk ausstreicht. Da der Bach allerdings mündungsnah einen Schuttfächer abgelagert hat, ist dieser oft verdeckt. Das alte Gelbingen wurde also, wie viele Orte im mittleren Tal des Flusses, recht sicher vor Überschwemmungen des Kochers auf dem Schuttkegel eines Klingenzuflusses errichtet.
Die Klinge folgt einer von Nordost nach Südwest laufenden kurzen Störungslinie.

## Natur und Schutzgebiete
Der Eltershofener Bach und ebenso sein einziger bedeutender Zufluss führen in ihren Klingen nur zeitweise Wasser. Der Eltershofener Bach ist in der seinen etwa zwei Meter breit und am Oberlauf mit Gabionen querverbaut, sonst eher naturnah, sein Bett ist felsig und von Blockschutt bedeckt. Der Weg zwischen Breitenstein und Gelbingen hinab ist in den Hang eingegraben, neben ihm sind bis zwei Meter hohe Muschelbalkbänke sichtbar.
Das Bett seines einzig bedeutenden Zuflusses ist meist weniger als einen Meter breit, auch in dessen schmälerer Klinge stehen abschnittsweise niedrige Felswände neben dem Bach.
Die Klingen und die steilen Hanglagen im Nordosten an dem zum Bach hin entwässernden Teil der Gelbinger Kocherschlinge bis zum Siedlungsrand Gelbingen hinab gehören zum Landschaftsschutzgebiet Kochertal zwischen Schwäbisch Hall und Weilersbach mit Nebentälern.

### LUBW
Amtliche Online-Gewässerkarte mit passendem Ausschnitt und den hier benutzten Layern: Lauf und Einzugsgebiet des Eltershofer Bachs

Allgemeiner Einstieg ohne Voreinstellungen und Layer: Daten- und Kartendienst der Landesanstalt für Umwelt Baden-Württemberg (LUBW) (Hinweise)
1. 1 2 3 4  Höhe nach dem Höhenlinienbild auf dem Hintergrundlayer Topographische Karte.
2. ↑  Länge nach dem Layer Gewässernetz (AWGN).
3. 1 2  Einzugsgebiet abgemessen auf dem Hintergrundlayer Topographische Karte.
4. ↑  Länge abgemessen auf dem Hintergrundlayer Topographische Karte.
5. ↑  Schutzgebiet nach den einschlägigen Layern, Natur teilweise nach dem Layer Biotop.

### Andere Belege
1. ↑  Wolf-Dieter Sick: Geographische Landesaufnahme: Die naturräumlichen Einheiten auf Blatt 162 Rothenburg o. d. Tauber. Bundesanstalt für Landeskunde, Bad Godesberg 1962. → Online-Karte (PDF; 4,7 MB)
2. ↑  Geologie nach den Layern zu Geologische Karte 1:50.000 auf: Mapserver des Landesamtes für Geologie, Rohstoffe und Bergbau (LGRB) (Hinweise)